# Landkreis Ostenburg

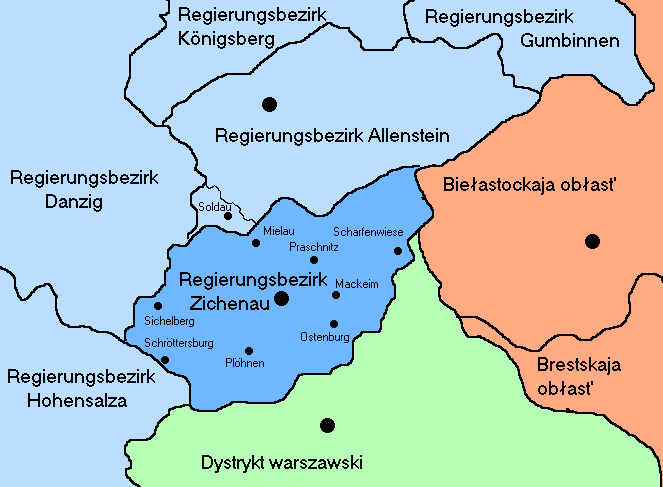
Regierungsbezirk Zichenau

Der Landkreis Ostenburg (polnisch: Pułtusk, dann deutsch zunächst: Pultusk) bestand zwischen 1939 und 1945 im besetzten Polen. Er umfasste am 1. Januar 1945 dreizehn Amtsbezirke mit der entsprechenden Anzahl von Städten und Gemeinden.

## Verwaltungsgeschichte

### Polen
Der polnische Landkreis Pułtusk gehörte bei Beginn des Zweiten Weltkrieges zu Polen und zwar zur Woiwodschaft Warszawa (= Warschau).

### Deutsches Reich
Nach dem Überfall auf Polen wurde zum 26. Oktober 1939 der Landkreis Pułtusk Teil als Teil des neuen Regierungsbezirks Zichenau der Provinz Ostpreußen und damit völkerrechtswidrig dem Deutschen Reich angegliedert.
Zum 29. Dezember 1939 wurde der Landkreis Pułtusk zunächst in Pultusk umbenannt und am 21. Mai 1941 in Ostenburg eingedeutscht.
Das Landratsamt war in Pultusk/Ostenburg.
Im Januar 1945 wurde das Kreisgebiet durch die Rote Armee besetzt und wurde danach wieder ein Teil Polens.

## Landräte

### Landkommissar in Pułtusk
1939–9999: Otto Gonnermann (1908–2009)
1939–9999: Paul Uschdraweit (1891–1966)

### Landräte von 1939 bis 1945
1939–1940: Paul Uschdraweit (vertretungsweise)
1940–1945: Karl Böttcher

## Kommunalverfassung
Nach der Eingliederung in das Deutsche Reich wurden alle Städte und Gemeinden in Amtsbezirken zusammengefasst und wurden durch Amtskommissare verwaltet.

## Ortsnamen
Durch unveröffentlichten Erlass vom 29. Dezember 1939 galten vorläufig die bisher polnischen Ortsnamen weiter. Dabei hatte es bis Kriegsende sein Bewenden, mit Ausnahme der offiziellen Umbenennung von Pultusk in „Ostenburg“. Die Umbenennung aller Ortschaften war bereits vorbereitet, ist aber nicht mehr durchgeführt worden.